# Francisco Pizarro
Francisco Pizarro (ur. 1474, 1475 lub 1478 w Trujillo, zm. 26 czerwca 1541 w Limie) – hiszpański konkwistador, który podbił imperium Inków, a także założył miasto Lima, współczesną stolicę Peru.

## Życiorys

### Młodość
Urodził się w Trujillo. Nie jest znana jego dokładna data urodzenia. W źródłach pojawiają się daty: 1474, 1475 lub 1478. Francisco Pizarro był nieślubnym dzieckiem ze związku hiszpańskiej wieśniaczki, Franciski González, z Gonzalo Pizarro, kapitanem hiszpańskiej armii. Większość swojego życia spędził w domu swoich dziadków. Był dalekim kuzynem Hernána Cortésa, zdobywcy Meksyku. Zafascynowany doniesieniami o bogactwach znalezionych w Nowym Świecie i sukcesach kuzyna sam zapragnął zostać konkwistadorem. Według legendy, zanim został żołnierzem pracował jako świniopas. Informację tę przekazał nieprzychylny mu sekretarz Cortesa. Prawdopodobnie do końca życia pozostał analfabetą.
Francisco już jako dorosły człowiek poznał swych przyrodnich braci, z których najstarszy Hernando (jedyny ślubny syn ich ojca) był młodszy od niego o ponad 20 lat. Pozostali bracia to Juan i Gonzalo. Wszyscy brali udział w podboju Peru. 

### Wyprawy do Ameryki Południowej
W 1502 roku brał udział w wyprawie na Hispaniolę. W 1510 roku dołączył do ekspedycji Alonso de Ojedy, która miała za zadanie założyć osadę na wybrzeżu Ameryki Południowej. W 1513 roku towarzyszył Vasco Núñezowi de Balboa w ekspedycji, podczas której przekroczono Przesmyk Panamski. W ten sposób Balboa i jego ludzie są pierwszymi Europejczykami, którzy zobaczyli Ocean Spokojny. Kiedy rok później gubernatorem „Złotej Kastylii”, jak nazywano tereny dzisiejszej Panamy, został Pedro Arias de Ávila, Pizarro szybko stał się jego bliskim współpracownikiem. Wówczas dokonał aresztowania Balboi, a następnie zeznawał przeciwko niemu na procesie, w wyniku którego Balboa został ścięty.
W latach 1519–1523 był gubernatorem Panamy.

### Pierwsza wyprawa
Na przełomie 1523 i 1524 roku nawiązał współpracę z żołnierzem Diego de Almagrem i księdzem Hernando de Luque. Pizarro rozpoczął przygotowania do wyprawy, mającej na celu zbadanie i podbój zachodniego wybrzeża Ameryki Południowej. Pierwsza wyprawa wzdłuż wybrzeża Kolumbii w latach 1524–1525 skończyła się niepowodzeniem.

### Druga wyprawa
Druga wyprawa do zachodniego wybrzeża Ameryki Południowej miała miejsce w latach 1526–1528. Do Pizarra i Almagro dołączył Bartolomé Ruiz. Przekroczył on równik i dotarł do Peru. Pizarro pozostał przy przybrzeżnych wyspach w północnej części Ameryki Południowej, podczas gdy Almagro został odesłany do Panamy po posiłki. Na miejscu otrzymał rozkaz natychmiastowego przerwania ekspedycji, aby nikt więcej nie zginął. Według legendy po przekazaniu odpowiedzi Pizarro miał narysować mieczem linię na ziemi, zapraszając tych, którzy żądali bogactwa i chwały, do jej przekroczenia. Do Pizarra przyłączyło się trzynastu ludzi. Tzw. słynna trzynastka kontynuowała badanie wybrzeża. Dotarła do 9° równoleżnika. Tam Pizarro uzyskał relacje o bogactwie państwa Inków. Nowo odkryte ziemie otrzymały nazwę Peru (prawdopodobnie w wyniku zniekształcenia nazwy rzeki Virú.

### Trzecia wyprawa do Peru

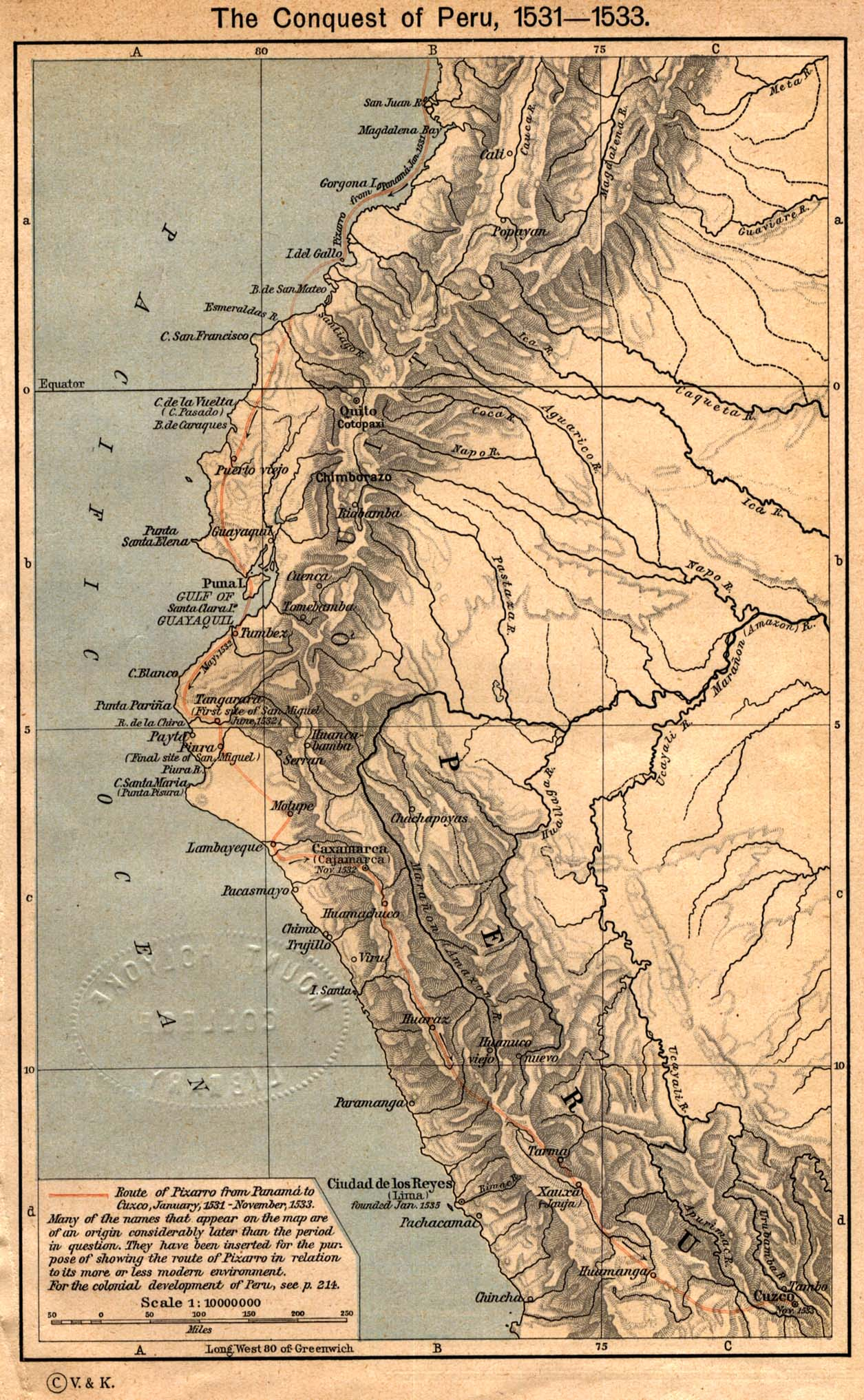
Mapa podboju Peru 1531–1533 (1923)

Wiedząc, że nie uzyska zgody gubernatora Panamy, wiosną 1528 roku Pizarro wyruszył do Hiszpanii. Tam uzyskał audiencję u króla Karola I. Monarcha przekonał się do pomysłu zajęcia Peru. Za dotychczasowe zasługi odznaczył Pizarra i nadał mu herb. Nowe stanowiska objęli Almagro i Luque. „Słynna trzynastka” otrzymała zaś znaczne prawa i przywileje na nowo odkrytych terenach. Pizzaro został dowódcą nowej wyprawy. W wyprawie wzięło udział 180 ludzi.
W styczniu 1530 roku załoga Pizarra wyruszyła do Ameryki Południowej. W 1532 roku wyprawa dotarła do państwa Inków. 16 listopada 1532 roku dotarli do Cajamarki. Tam na spotkanie z Atahualpą wyszedł ojciec Vicente de Valverde i tłumacz. Władca Inków otrzymał od księdza brewiarz, który następnie rzucił na ziemię. Wkrótce po tym Pizarro wydał swoim żołnierzom rozkaz ataku. Podczas bitwy pod Cajamrca Hiszpanie porwali Atahualpę. Za uwolnienie go Hiszpanie zażądali wielkich ilości złota. Po otrzymaniu okupu 26 lipca 1533 roku udusili Atahualpę z obawy, że po wypuszczeniu mógłby przygotować zemstę na konkwistadorach (według innego źródła Atahualpa został spalony). Zwycięstwo Hiszpanów pod Cajamarcą powszechnie, lecz błędnie, uważa się za symboliczny koniec istnienia państwa Inków. Faktycznie po śmierci Atahualpy Hiszpanie poprzez krwawe podboje i negocjacje z lokalnymi przywódcami stopniowo opanowali państwo Inków. Zamordowanie Atahualpy zostało negatywnie odebrane przez Karola I oraz innych konkwistadorów.
Pod koniec 1533 roku Hiszpanie zajęli stolicę Imperium, Cuzco, co było zwieńczeniem podboju Peru. 18 stycznia 1535 r. nad brzegiem Oceanu Spokojnego założono miasto Ciudad de los Reyes (znane dziś jako Lima), które zostało stolicą Wicekrólestwa Peru.

### Konflikt z Diego de Almagro i śmierć
W 1537 r. Diego de Almagro wrócił do Cuzco po nieudanej wyprawie do Chile. Chcąc zagarnąć bogactwa Cuzco dla siebie, zajął miasto, korzystając z nieobecności wojska Hernanda Pizarra, brata Francisco, które wyruszyło w Andy celem stłumienia buntu Manco Inki. Kiedy Hernando wrócił z wojskiem, został pokonany i, wraz z innym bratem Gonzalem – aresztowany. Pizarro wysłał armię pod dowództwem Alonso de Alvarado celem odbicia miasta, ale została pokonana. Alvarado został wzięty do niewoli. Później Gonzalo i de Alvarado uciekli z niewoli. Pizarro postanowił uwolnić brata Hernando, obiecując Almagro kontrolę nad Cuzco. Pizarro jednak nie zamierzał oddawać miasta swojemu dawnemu towarzyszowi, a negocjacje wykorzystał do zebrania sił. Almagro został pokonany w bitwie pod Las Salinas 6 kwietnia 1538 roku. Z rozkazu Hernanda Pizzarra został pojmany i zgładzony dnia 8 lipca 1538 roku.

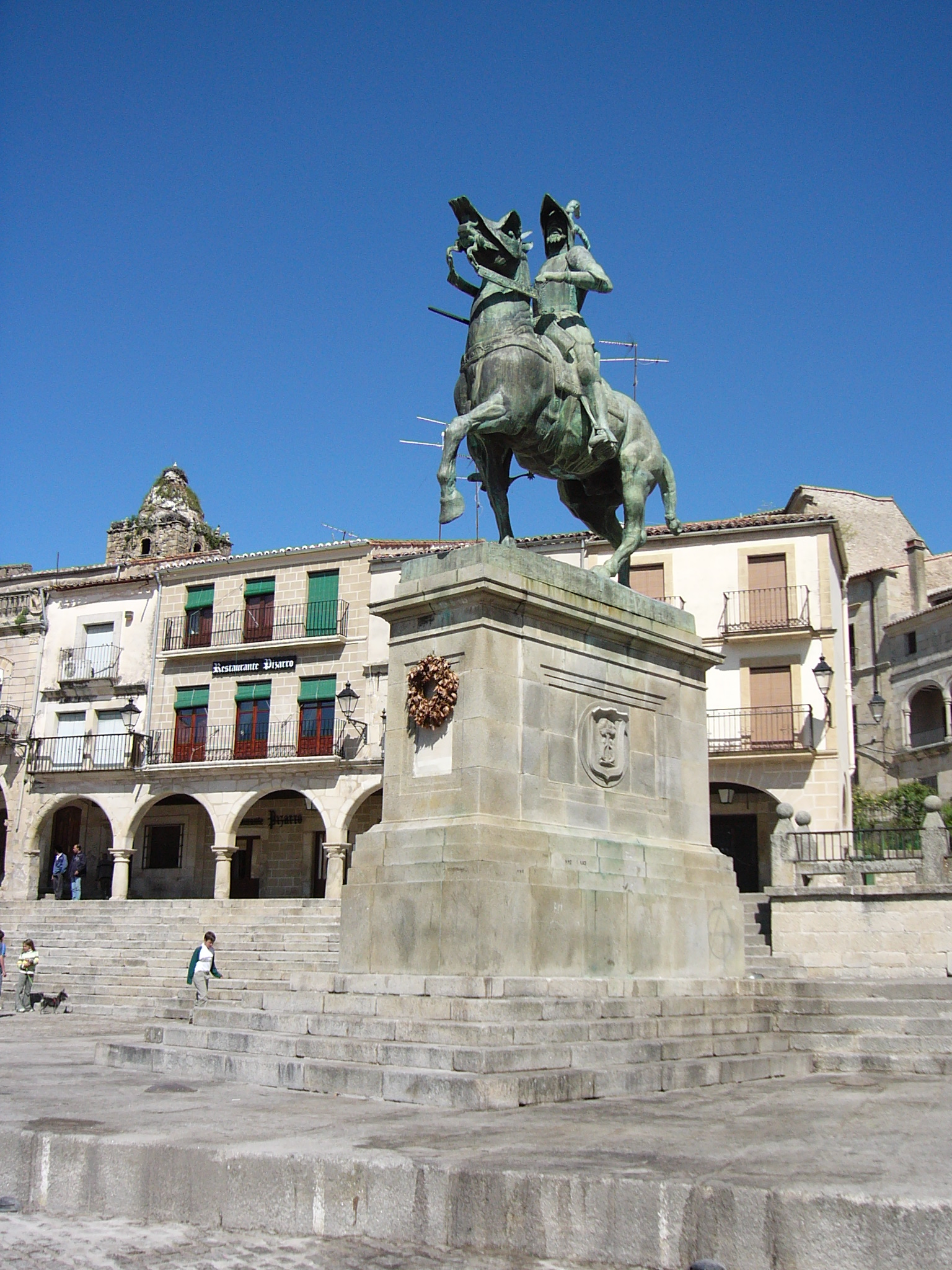
Pomnik Pizarra w Trujillo (Hiszpania)

Francisco Pizarro zmarł 26 czerwca 1541 roku z rąk zamachowców, dowodzonych przez Diego Almagro Juniora. 
Pizarro był ojcem czwórki dzieci, pochodzących z jego nieformalnych związków z miejscowymi kobietami (jedną z nich była krewna Atahualpy).